# Szalagos darázskánya
A szalagos darázskánya (Leptodon forbesi) a madarak osztályának vágómadár-alakúak (Accipitriformes) rendjébe, a vágómadárfélék (Accipitridae) családjába és a darázsölyvformák (Perninae) alcsaládjába tartozó faj.

## Rendszerezése
A fajt Harry Kirke Swann angol ornitológus írta le 1922-ben, az Odontriorchis nembe Odontriorchis forbesi néven.

## Előfordulása
Brazília keleti részén honos. Természetes élőhelyei a szubtrópusi vagy trópusi síkvidéki esőerdők. Állandó, nem vonuló faj.

## Megjelenése
Testhossza 49-50 centiméter.

## Természetvédelmi helyzete
Az elterjedési területe kicsi és csökken, egyedszáma 250-999 példány közötti és szintén csökken. A Természetvédelmi Világszövetség Vörös listáján veszélyeztetett fajként szerepel.